# Adon (Ardennes)
Pour les articles homonymes, voir Adon (homonymie).
Adon est une localité de Chaumont-Porcien et une ancienne commune française, située dans le département des Ardennes en région Grand Est.
Deux autres communes fusionnèrent aussi dans Chaumont-Porcien : Logny-lès-Chaumont et Wadimont, le 1er mai 1974.

## Géographie
La commune avait une superficie de 2,01 km2

## Histoire
La commune d'Adon est rattachée le 1er mars 1971 à la commune voisine de Chaumont-Porcien par arrêté préfectoral du 23 février 1971.

## Administration
| Période                                  | Période | Identité | Étiquette | Qualité |
| ---------------------------------------- | ------- | -------- | --------- | ------- |
| Les données manquantes sont à compléter. |         |          |           |         |
|                                          |         |          |           |         |

## Démographie
| 1793 | 1800 | 1806 | 1821 | 1831 | 1836 | 1841 | 1846 | 1851 |
| ---- | ---- | ---- | ---- | ---- | ---- | ---- | ---- | ---- |
| 159  | 179  | 185  | 203  | 230  | 212  | 189  | 200  | 225  |

| 1856 | 1861 | 1866 | 1872 | 1876 | 1881 | 1886 | 1891 | 1896 |
| ---- | ---- | ---- | ---- | ---- | ---- | ---- | ---- | ---- |
| lac. | lac. | 210  | 176  | 179  | 156  | 159  | 157  | 151  |

| 1901 | 1906 | 1911 | 1921 | 1926 | 1931 | 1936 | 1946 | 1954 |
| ---- | ---- | ---- | ---- | ---- | ---- | ---- | ---- | ---- |
| 147  | 144  | 128  | 116  | 120  | 118  | 104  | 89   | 78   |

| 1962 | 1968 | - | - | - | - | - | - | - |
| ---- | ---- | - | - | - | - | - | - | - |
| 74   | 65   | - | - | - | - | - | - | - |

Histogramme

(élaboration graphique par Wikipédia)